# Harlestone
Harlestone är en ort och civil parish i Storbritannien.   Den ligger i grevskapet Northamptonshire i riksdelen England, i den södra delen av landet, 100 km nordväst om huvudstaden London. Harlestone ligger 104 meter över havet och antalet invånare är 420.
Terrängen runt Harlestone är platt. Runt Harlestone är det mycket tätbefolkat, med 2 345 invånare per kvadratkilometer. Närmaste större samhälle är Northampton, 6,0 km öster om Harlestone. Trakten runt Harlestone består till största delen av jordbruksmark.